# Bisdom Takamatsu
Het bisdom Takamatsu (Latijn: Dioecesis Takamatsuensis, Japans: カトリック高松教区, katorikku Takamatsu kyōku) is een in Japan gelegen rooms-katholiek bisdom met zetel in de stad Takamatsu. Het bisdom behoort tot de kerkprovincie Osaka, en is, samen met de bisdommen Hiroshima, Kioto en Nagoya suffragaan aan het aartsbisdom Osaka.
Het bisdom beslaat het eiland Shikoku met de prefecturen Ehime, Kagawa, Kochi en Tokushima.

## Geschiedenis
Op 27 januari 1904 werd door paus Pius X uit gebiedsdelen van het bisdom Osaka de apostolische prefectuur Shikoku opgericht. De prefectuur werd op 13 september 1963 door paus Paulus VI tot bisdom verheven, omgedoopt tot bisdom Takamatsu en suffragaan gesteld aan de aartsbisschop van Osaka.

## Bisschoppen van Takamatsu

### Apostolische prefecten van Shikoku
- 1904–1931: Joseph Maria Alvarez OP
- 1935–1940: Modesto Perez OP

### Bisschoppen van Takamatsu
- 1963–1977: Franciscus Xaverius Eikichi Tanaka
- 1977–2004: Joseph Satoshi Fukahori
- 2004–2011: Francis Xavier Osamu Mizobe SDB
- sinds 2011: John Eijirō Suwa